# Ігл (округ Ричленд, Вісконсин)
Ігл (англ. Eagle) — місто (англ. town) в США, в окрузі Ричленд штату Вісконсин. Населення — 492 особи (2020).

## Демографія
Згідно з переписом 2010 року, у місті мешкала 531 особа в 208 домогосподарствах у складі 154 родин. Було 270 помешкань
Расовий склад населення:
| - 97,7 % — білих - 0,4 % — вихідців з тихоокеанських островів - 0,2 % — корінних американців |

До двох чи більше рас належало 0,9 %. Частка іспаномовних становила 1,7 % від усіх жителів.
За віковим діапазоном населення розподілялося таким чином: 22,0 % — особи молодші 18 років, 60,1 % — особи у віці 18—64 років, 17,9 % — особи у віці 65 років та старші. Медіана віку мешканця становила 45,4 року. На 100 осіб жіночої статі у місті припадало 104,2 чоловіків;  на 100 жінок у віці від 18 років та старших — 103,9 чоловіків також старших 18 років.
Середній дохід на одне домашнє господарство  становив 58 976 доларів США (медіана — 51 591), а середній дохід на одну сім'ю — 66 096 доларів (медіана — 61 875). Медіана доходів становила 41 406 доларів для чоловіків та 37 000 доларів для жінок. За межею бідності перебувало 10,4 % осіб, у тому числі 19,0 % дітей у віці до 18 років та 1,7 % осіб у віці 65 років та старших.
Цивільне працевлаштоване населення становило 211 осіб. Основні галузі зайнятості: освіта, охорона здоров'я та соціальна допомога — 25,6 %, виробництво — 23,2 %, роздрібна торгівля — 10,4 %, сільське господарство, лісництво, риболовля — 10,4 %.